# Албани
Вижте пояснителната страница за други значения на Албански планини.
Албани (на италиански: Colli Albani или Monti Albani; също и Албански хълм или Албански планини) са остатъци от предишна вулканска планина с обхват около 60 км в Лацио, на 20 км югоизточно от Рим и 24 км северно от Анцио. Най-високият връх на масива е Монте Каво (950 м). Вулканът вероятно е бил активен през 1100 пр.н.е.. В югозападната ѝ част се намират две кратерни езера – Албано (Лаго Албано) и Неми (Lago Nemi).